# Aurelio Padovani
(Ignazio Silone)
Aurelio Padovani (Portici, 28 febbraio 1889 – Napoli, 16 giugno 1926) è stato un militare, sindacalista e politico italiano, esponente del fascismo a Napoli.

## Biografia
Figlio di Vincenzo Padovani e di Maria Annunziata Braccioli, si diplomò Perito industriale, presso l'Istituto Tecnico Industriale "Alessandro Volta" di Napoli, si arruolò volontario come Allievo Sergente, a 18 anni, nel 1907, nell'11º Reggimento Bersaglieri, accasermato nella Caserma di Pizzofalcone a Napoli. Nel 1915 si sposa con una maestra elementare, Ida Archinard; non lasciò figli .
Volontario nella guerra di Libia, dove combatte a Sciara Sciat, essendo uno degli 11 sopravvissuti nelle file italiane in quella battaglia. Riceve una medaglia di Bronzo al V.M. il 1º agosto 1912, da Sottotenente, passa dal Complemento al Servizio Permanente Effettivo con R.D. del 12 agosto 1912 (G.U.R.d'I. nº 204 del 29 agosto 1912).
Passa ai reparti ciclisti dei Bersaglieri, e Sottotenente partecipa alla prima guerra mondiale dove ottenne ben 3 medaglie d'argento al V.M., perdendo sull'Hermada, il 23 aprile 1916 un piede. Promosso da Sottotenente a Tenente con D.Lgt. del 29 luglio 1915 (G.U.R.d'I. nº 204 del 17 agosto 1915).

### Adesione al fascismo
Fondò il Fascio napoletano il 4 aprile 1920, insieme all'avvocato Domenico Miranda, al capitano Alberto Navarra degli Arditi e all'avvocato Pasquale Spiezia. Nel marzo 1921, fu eletto Segretario politico del Fascio di Napoli, mentre dall'ottobre dello stesso anno occupò la carica di Segretario Provinciale, divenendo l'organizzatore del fascismo campano e partecipando, nello stesso anno, al Congresso Fascista a Roma. Nel novembre 1921 fu eletto nel Comitato centrale del Partito Nazionale Fascista. Il 1º ottobre 1922, da Capitano, fu collocato a riposo con R.D. del 5 agosto 1922 (G.U.R.d'I. nº 252 del 26 ottobre 1922). All'inizio del 1922 cominciò lo sciopero portuale che durò, con alterne vicende, sei mesi, durante i quali Padovani svolse un'intensa azione che valse a far cessare lo sciopero ed a determinare il passaggio di tutte le organizzazioni portuali al sindacalismo fascista. Aurelio Padovani fu uno dei cinque Comandanti di Zona che vollero la marcia su Roma ed organizzò le Squadre di Azione della Campania, condotte a Roma dal 27 al 31 ottobre 1922.
Segretario regionale dei Fasci della Campania, organizzò l'adunata di Napoli, al campo sportivo dell'Arenaccia e comandò la sfilata per le vie cittadine e, al Teatro San Carlo, fu lui a presentare Benito Mussolini al popolo napoletano. Luogotenente generale della Milizia Volontaria per la Sicurezza Nazionale fino al maggio 1923.
Nel maggio del 1923, fu espulso dal Partito Nazionale Fascista e poi riammesso, pur rimanendo in odore di eterodossia con le conseguenze del caso:
(Verbale della testimonianza del maestro Antonio Sera (23 febbraio 1925), p. 2)
Successivamente si dimise, in contrasto con l'apertura del P.N.F. agli esterni. Le dimissioni, respinte per due volte, furono infine accettate dopo che egli ebbe respinto anche il Comando di Zona di Bologna, che gli era stato offerto.
Morì a Napoli il 16 giugno 1926 alle 17:30, in via Generale Giordano Orsini, 46, in seguito al crollo della balaustra di un balcone al quarto piano: quel pomeriggio, per rispondere al saluto della folla lì convenuta nel giorno del suo onomastico, il Comandante si era affacciato con un gruppo di amici a lui più vicini, quando all'improvviso ci fu il crollo fatale in cui perirono, oltre che lo stesso Padovani, altre otto persone: Ferdinando Vetere (avvocato), Salvatore Grasso (squadrista di Mugnano di Napoli ventiquattrenne), Raffaele Esposito, Salvatore Schioppa (brigadiere della Milizia Portuaria), Alfredo de Filippis, Luigi Corcione (quindicenne), Antonino Micillo (elettricista di Giugliano in Campania) e Giovanni Dell'Aquila (appaltatore), mentre i feriti furono quattro, tutti gravi ma si salvano: Pasquale Ruocco, Nicola Cioffi (professore), Francesco Iodice e Fortunata Decenza (portinaia dello stabile).

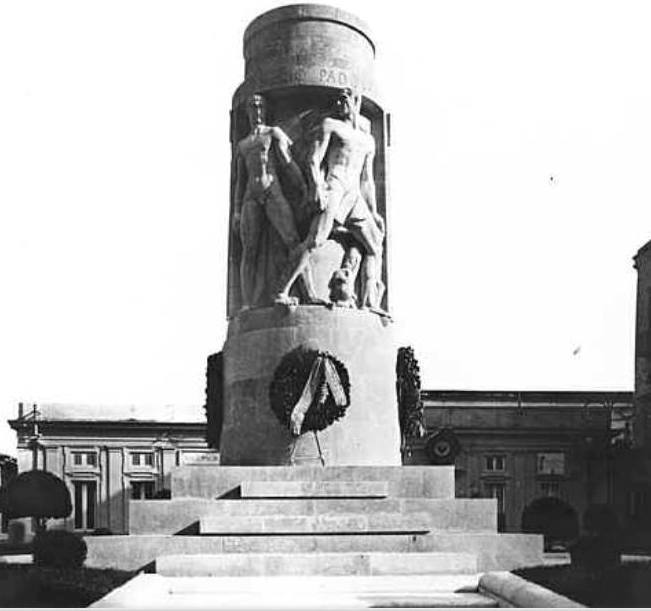
Napoli, il distrutto monumento in onore di Aurelio Padovani.

### Dopo la morte
Dopo la sua morte fu costruita una statua monumentale per ricordare il suo ruolo di sindacalista rivoluzionario nel recinto degli uomini illustri nel Cimitero di Poggioreale a Napoli. Un altro monumento a lui dedicato fu inaugurato a Napoli nella piazza Santa Maria degli Angeli a Pizzofalcone nel 1934: fu progettato da Marcello Canino e scolpito da Carlo de Veroli, con la collaborazione di Guglielmo Roehrssen, e in quel momento la piazza cambiò nome e prese quello del comandante fascista. La piazza mantenne il nuovo nome, e l'imponente monumento, per una decina d'anni.
Nel dopoguerra, con la ritrovata libertà, sì fece forte la volontà di cancellare ogni simbolo del fascismo, la statua fu rimossa e la precedente toponomastica restituita. Nel mese di marzo del 2010 i resti del monumento sono stati ritrovati nel tunnel borbonico nella zona del Chiatamone, sepolti sotto cumuli di macerie.